# Экосоциализм

Флаг экосоциализма

Экосоциали́зм (экологи́ческий социали́зм) — концепция, согласно которой социально справедливое общество (см. социализм) можно построить только при условии отказа от тех моделей экономического развития, которые наносят ущерб природе.
Экосоциализм — идеология объединения теорий марксизма, социализма, экологической политики и альтерглобализации. Экосоциалисты, как правило, считают, что расширение капиталистической системы является причиной социальных проблем, нищеты и деградации окружающей среды в условиях глобализации и империализма, под руководством авторитарных и репрессивных государств, а также транснациональных корпораций. Они выступают против капитализма, уделяя особое внимание общественной собственности на средства производства, свободно-ассоциированных производителей. В 2011 году в Свободном марксистском издательстве вышел сборник «Экосоциалистический манифест», собравший, впервые на русском языке, ряд текстов, посвящённых проблемам экологии и антикапиталистическому пути выхода из экологического кризиса.

## Стратегия экосоциализма
Глобальная стратегия экосоциализма состоит в ненасильственном демонтаже капиталистической системы государства, с упором на коллективную собственность свободно-ассоциированных производителей на средства производства и восстановление общественной собственности.